# Hylaeus hameri
Hylaeus hameri är en biart som beskrevs av Dathe 1995. Hylaeus hameri ingår i släktet citronbin, och familjen korttungebin. Inga underarter finns listade i Catalogue of Life.